# Bastholmen (SV Sommarö, Ekenäs)
Bastholmen är en ö i Finland.   Den ligger i kommunen Raseborg i landskapet Nyland, i den södra delen av landet, 90 km väster om huvudstaden Helsingfors.